# 杜鹃酒
杜鹃酒（韓語：진달래주、진달래술、두견술、두견주），又称碓冈酒，是在韩国清酒基础上加入杜鹃花（金达莱）酿造而成的一种韩国传统民俗酒。韩国各地都产杜鹃酒，但忠清南道沔川的杜鹃酒最为有名，为韩国政府指定的国家无形文化财:38-39。2018年4月韩朝首脑会谈期间，沔川杜鹃酒被指定为峰会晚餐用酒。
杜鹃酒以杜鹃花为加香材料，并含有大量的蜂蜜，味道甘甜。韩国从高丽时期就开始酿造杜鹃酒。忠清南道唐津市沔川面至今流传着杜鹃酒的故事。《山林经济》、《林园十六志》、《东国岁时记》等韩国古籍都有对杜鹃酒酿造方法，及其所用原料的记载。:38-39

## 典故
传说高丽开国功臣卜智谦曾得了一种怪病，试了各种药都没有效果，生命垂危。他15岁的女儿永郎（영랑）为了能让父亲尽早康复，每天都爬到山顶向神灵祈求祷告。在第一百天的晚上，永郎在梦中得到神灵指点：“想要达成你的愿望，就要用盛开的杜鹃花花瓣加上糯米，并以安泉之水来酿造出酒，在一百天后给你的父亲喝下。还要种两棵银杏树，以诚恳的心来祈求，你父亲的病就可以痊愈。”永郎如实照办，治愈了她父亲的病。从此以后，用杜鹃花和安泉水酿出的杜鹃酒成为被称颂的良药。永郎种下的那两棵银杏树在当地至今依然存在。:38-39

## 沔川杜鹃酒
沔川杜鹃酒是韩国政府指定的第86号国家无形文化财。忠清南道沔川是高麗时期永郎酿造杜鹃酒救父卜智谦传说的发祥地，保留有永郎采杜鹃花的峨嵋山、酿酒的内泉、沔川银杏树、卜智谦的宗祠等文化遗址。沔川每年举行金达莱文化节。
沔川杜鹃酒味道甘甜，稍辣，较为黏稠，酒精度数在20度左右。沔川杜鹃酒对咳嗽和风湿病有一定的治疗效果，因此常被当做药用酒。:40